# Polo aquático nos Jogos Europeus de 2015 - Masculino
O torneio masculino de polo aquático foi um dos eventos do Polo aquático  nos Jogos Europeus de 2015, em Baku, no Azerbaijão. Foi disputada na Arena de Polo Aquático entre os dias 13 a 21 de junho.

## Qualificação
A equipe do Azerbaijão se qualificaram automaticamente nos dois torneios por ser país sede. O Campeonato Europeu Júnior de Polo Aquático de 2013 qualificou parte das equipes participantes, assim como torneios paralelos qualificou outra parte dos participantes. Cada equipe qualificada inscreveu 13 atletas para o campeonato.
| Meios de qualificação                                    | Data                     | Sede      | Número de vagas | Nações qualificadas                                                 |
| -------------------------------------------------------- | ------------------------ | --------- | --------------- | ------------------------------------------------------------------- |
| Nação anfitriã                                           | –                        | –         | 1               | Azerbaijão                                                          |
| Campeonato Europeu Júnior de Polo Aquático de 2013       | 8–15 de setembro de 2013 | Gżira     | 7               | Montenegro · Sérvia · Itália · Hungria · Croácia · Rússia · Espanha |
| Torneio de Qualificação para os Jogos Europeus de 2015 A | 12–15 de março de 2015   | Nijverdal | 2               | Grécia · Ucrânia                                                    |
| Torneio de Qualificação para os Jogos Europeus de 2015 B | 12–15 de março de 2015   | Graz      | 2               | Eslováquia · Turquia                                                |
| Torneio de Qualificação para os Jogos Europeus de 2015 C | 12–15 de março de 2015   | Estetino  | 2               | França · Romênia                                                    |
| Torneio de Qualificação para os Jogos Europeus de 2015 D | 12–15 de março de 2015   | Gżira     | 2               | Alemanha · Malta                                                    |
| Total                                                    |                          |           | 16              |                                                                     |

## Medalhistas
|  | SRB Sérvia |  | ESP Espanha |  | GRE Grécia |
|  | Marko Janković Nikola Lukić Petar Kasum Jasmin Kolašinac Vladan Mitrović Dragoljub Rogač Kristian Šulc Stefan Todorovski Marko Tubić Petar Velkić Matija Vlahović Đorđe Vučinić Uroš Vuković |  | Oriol Albacete Rodríguez Jordi Chico Aunós Alex de la Fuente Igual Josu Fernández Legorburu Álvaro García Hernández Pablo Gómez de la Puente Álvaro Granados Ortega Guillermo Palomar Salvador Níkolas Paul García Josep Puig Ruiz Oriol Rodríguez Martínez Marc Salvador Magaña Francisco Valera Calatrava |  | Kimon Alexiu Nikolaos Delagrammatikas Nikolaos Gardikas Konstantinos Jondrokukis Nikolaos Kalargyros Foivos Kalis Adamantios Mantis Dimitrios Nikolaidis Alexandros Papanastasiu Nikolaos Papasifakis Polymeris Siordilis Dimitrios Skumpakis Grigorios Yannopulos |

## Primeira fase
Horário de verão do Azerbaijão (UTC+5).

### Grupo A
| Pos. | Seleção | PT | J | V | E | D | GM | GS | SG  |
| ---- | ------- | -- | - | - | - | - | -- | -- | --- |
| 1.   | Itália  | 9  | 3 | 3 | 0 | 0 | 39 | 19 | +20 |
| 2.   | Rússia  | 6  | 3 | 2 | 0 | 1 | 42 | 22 | +20 |
| 3.   | França  | 3  | 3 | 1 | 0 | 2 | 23 | 29 | -6  |
| 4.   | Ucrânia | 0  | 3 | 0 | 0 | 3 | 16 | 50 | -34 |

| 13 de junho de 2015 15:00 | Súmula | Rússia | 20–7 | Ucrânia | Arena de Polo Aquático, Baku |

| 13 de junho de 2015 16:45 | Súmula | Itália | 12–5 | França | Arena de Polo Aquático, Baku |

| 14 de junho de 2015 09:30 | Súmula | Ucrânia | 3–12 | França | Arena de Polo Aquático, Baku |

| 14 de junho de 2015 20:30 | Súmula | Itália | 9–8 | Rússia | Arena de Polo Aquático, Baku |

| 15 de junho de 2015 13:30 | Súmula | Itália | 18–6 | Ucrânia | Arena de Polo Aquático, Baku |

| 15 de junho de 2015 16:45 | Súmula | Rússia | 14–6 | França | Arena de Polo Aquático, Baku |

### Grupo B
| Pos. | Seleção    | PT | J | V | E | D | GM | GS | SG  |
| ---- | ---------- | -- | - | - | - | - | -- | -- | --- |
| 1.   | Hungria    | 9  | 3 | 3 | 0 | 0 | 50 | 14 | +36 |
| 2.   | Alemanha   | 6  | 3 | 2 | 0 | 1 | 35 | 21 | +14 |
| 3.   | Romênia    | 3  | 3 | 1 | 0 | 2 | 17 | 34 | -17 |
| 4.   | Azerbaijão | 0  | 3 | 0 | 0 | 3 | 16 | 49 | -33 |

| 13 de junho de 2015 13:00 | Súmula | Hungria | 9–8 | Alemanha | Arena de Polo Aquático, Baku |

| 13 de junho de 2015 18:45 | Súmula | Azerbaijão | 6–9 | Romênia | Arena de Polo Aquático, Baku |

| 14 de junho de 2015 09:30 | Súmula | Romênia | 5–10 | Alemanha | Arena de Polo Aquático, Baku |

| 14 de junho de 2015 18:45 | Súmula | Hungria | 23–3 | Azerbaijão | Arena de Polo Aquático, Baku |

| 15 de junho de 2015 15:00 | Súmula | Hungria | 18–3 | Romênia | Arena de Polo Aquático, Baku |

| 15 de junho de 2015 18:45 | Súmula | Azerbaijão | 7–17 | Alemanha | Arena de Polo Aquático, Baku |

### Grupo C
| Pos. | Seleção    | PT | J | V | E | D | GM | GS | SG  |
| ---- | ---------- | -- | - | - | - | - | -- | -- | --- |
| 1.   | Croácia    | 7  | 3 | 2 | 1 | 0 | 41 | 29 | +12 |
| 2.   | Grécia     | 6  | 3 | 2 | 0 | 1 | 39 | 28 | +11 |
| 3.   | Montenegro | 3  | 3 | 1 | 1 | 1 | 34 | 33 | +1  |
| 4.   | Turquia    | 0  | 3 | 0 | 0 | 3 | 15 | 39 | -24 |

| 13 de junho de 2015 09:30 | Súmula | Croácia | 17–6 | Turquia | Arena de Polo Aquático, Baku |

| 13 de junho de 2015 20:30 | Súmula | Montenegro | 12–16 | Grécia | Arena de Polo Aquático, Baku |

| 14 de junho de 2015 11:15 | Súmula | Turquia | 3–11 | Grécia | Arena de Polo Aquático, Baku |

| 14 de junho de 2015 15:00 | Súmula | Montenegro | 11–11 | Croácia | Arena de Polo Aquático, Baku |

| 15 de junho de 2015 09:30 | Súmula | Montenegro | 11–6 | Turquia | Arena de Polo Aquático, Baku |

| 15 de junho de 2015 20:30 | Súmula | Croácia | 13–12 | Grécia | Arena de Polo Aquático, Baku |

### Grupo D
| Pos. | Seleção    | PT | J | V | E | D | GM | GS | SG  |
| ---- | ---------- | -- | - | - | - | - | -- | -- | --- |
| 1.   | Espanha    | 9  | 3 | 3 | 0 | 0 | 46 | 22 | +24 |
| 2.   | Sérvia     | 6  | 3 | 2 | 0 | 1 | 41 | 18 | +23 |
| 3.   | Eslováquia | 3  | 3 | 1 | 0 | 2 | 29 | 36 | -7  |
| 4.   | Malta      | 0  | 3 | 0 | 0 | 3 | 15 | 55 | -40 |

| 13 de junho de 2015 09:30 | Súmula | Espanha | 22–4 | Malta | Arena de Polo Aquático, Baku |

| 13 de junho de 2015 11:15 | Súmula | Sérvia | 14–5 | Eslováquia | Arena de Polo Aquático, Baku |

| 14 de junho de 2015 13:00 | Súmula | Malta | 8–15 | Eslováquia | Arena de Polo Aquático, Baku |

| 14 de junho de 2015 16:45 | Súmula | Sérvia | 9–10 | Espanha | Arena de Polo Aquático, Baku |

| 15 de junho de 2015 09:30 | Súmula | Sérvia | 18–3 | Malta | Arena de Polo Aquático, Baku |

| 15 de junho de 2015 11:15 | Súmula | Espanha | 14–9 | Eslováquia | Arena de Polo Aquático, Baku |

## Segunda fase
Fase eliminatórias
|  | Play-off    | Play-off    |             |             | Quartas-de-final | Quartas-de-final |             |                     | Semifinal           | Semifinal |  |  | Final | Final |
|  |             |             |             |             |                  |                  |             |                     |                     |           |  |  |       |       |
|  |             |             |             |             | 17 de junho      |                  |             |                     |                     |           |  |  |       |       |
|  | 16 de junho |             |             |             |                  |                  |             |                     |                     |           |  |  |       |       |
|  | Espanha     | 14          |             |             |                  |                  |             |                     |                     |           |  |  |       |       |
|  | Espanha     | 14          | Rússia      | 11          | 19 de junho      | 19 de junho      |             |                     |                     |           |  |  |       |       |
|  |             | Rússia      | Rússia      | 11          | 19 de junho      | 19 de junho      | 9           |                     |                     |           |  |  |       |       |
|  | Montenegro  | Rússia      | 8           |             | Espanha          | 9                | 9           |                     |                     |           |  |  |       |       |
|  | Montenegro  | 17 de junho | 8           |             | Espanha          | 9                |             |                     |                     |           |  |  |       |       |
|  | 16 de junho | 16 de junho |             | Croácia     | 8                |                  |             |                     |                     |           |  |  |       |       |
|  | 16 de junho | 16 de junho | Croácia     | Croácia     | 8                | 18               |             |                     |                     |           |  |  |       |       |
|  | Alemanha    | 13          | Croácia     |             |                  | 18               | 21 de junho | 21 de junho         |                     |           |  |  |       |       |
|  | Alemanha    | 13          |             | Alemanha    | 12               |                  | 21 de junho | 21 de junho         |                     |           |  |  |       |       |
|  | Eslováquia  | 7           |             | Alemanha    | 12               | Espanha          | 7           |                     |                     |           |  |  |       |       |
|  | Eslováquia  | 7           | 17 de junho |             |                  | Espanha          | 7           |                     |                     |           |  |  |       |       |
|  | 16 de junho | 16 de junho |             | Sérvia      | 8                |                  |             |                     |                     |           |  |  |       |       |
|  | 16 de junho | 16 de junho | Hungria     | Sérvia      | 8                | 13               |             |                     |                     |           |  |  |       |       |
|  | Grécia      | 16          | Hungria     | 19 de junho | 19 de junho      | 13               |             |                     |                     |           |  |  |       |       |
|  | Grécia      | 16          |             | 19 de junho | 19 de junho      | Grécia           | 15          |                     |                     |           |  |  |       |       |
|  | França      | 7           |             | Grécia      | 12               | Grécia           | 15          | Disputa do 3º lugar | Disputa do 3º lugar |           |  |  |       |       |
|  | França      | 7           | 17 de junho | Grécia      | 12               |                  |             | Disputa do 3º lugar | Disputa do 3º lugar |           |  |  |       |       |
|  | 16 de junho | 16 de junho |             | Sérvia      | 13               |                  | 21 de junho | 21 de junho         |                     |           |  |  |       |       |
|  | 16 de junho | 16 de junho | Itália      | Sérvia      | 13               | 7                | 21 de junho | 21 de junho         |                     |           |  |  |       |       |
|  | Sérvia      | 8           | Itália      |             |                  | 7                | Croácia     | 10                  |                     |           |  |  |       |       |
|  | Sérvia      | 8           |             | Sérvia      | 8                |                  | Croácia     | 10                  |                     |           |  |  |       |       |
|  | Romênia     | 2           |             | Sérvia      | 8                | Grécia           | 11          |                     |                     |           |  |  |       |       |
|  | Romênia     | 2           |             |             |                  | Grécia           | 11          |                     |                     |           |  |  |       |       |

5º lugar
|  | Semifinais  | Semifinais  |    |             | 5º lugar    | 5º lugar |  |
|  |             |             |    |             |             |          |  |
|  | 19 de junho |             |    |             |             |          |  |
|  | Rússia      | 16          |    |             |             |          |  |
|  | Alemanha    | 9           |    |             |             |          |  |
|  |             |             |    |             |             |          |  |
|  |             |             |    |             | 21 de junho |          |  |
|  |             |             |    |             | Rússia      | 6        |  |
|  |             | Itália      | 11 |             |             |          |  |
|  |             |             |    |             |             |          |  |
|  |             |             |    |             |             |          |  |
|  |             |             |    |             | 7º lugar    |          |  |
|  | 19 de junho | 19 de junho |    | 21 de junho | 21 de junho |          |  |
|  | Hungria     | 10          |    | Alemanha    | 6           |          |  |
|  | Itália      | 11          |    |             | Hungria     | 15       |  |

9º lugar
|  | Semifinais  | Semifinais  |   |             | 9º lugar    | 9º lugar |  |
|  |             |             |   |             |             |          |  |
|  | 17 de junho |             |   |             |             |          |  |
|  | Montenegro  | 9           |   |             |             |          |  |
|  | Eslováquia  | 8           |   |             |             |          |  |
|  |             |             |   |             |             |          |  |
|  |             |             |   |             | 19 de junho |          |  |
|  |             |             |   |             | Montenegro  | 15       |  |
|  |             | França      | 4 |             |             |          |  |
|  |             |             |   |             |             |          |  |
|  |             |             |   |             |             |          |  |
|  |             |             |   |             | 11º lugar   |          |  |
|  | 17 de junho | 17 de junho |   | 19 de junho | 19 de junho |          |  |
|  | França      | 7           |   | Eslováquia  | 7           |          |  |
|  | Romênia     | 5           |   |             | Romênia     | 8        |  |

13º lugar
|  | Semifinais  | Semifinais  |   |             | 13º lugar   | 13º lugar |  |
|  |             |             |   |             |             |           |  |
|  | 16 de junho |             |   |             |             |           |  |
|  | Ucrânia     | 9           |   |             |             |           |  |
|  | Turquia     | 11          |   |             |             |           |  |
|  |             |             |   |             |             |           |  |
|  |             |             |   |             | 17 de junho |           |  |
|  |             |             |   |             | Turquia     | 11        |  |
|  |             | Azerbaijão  | 6 |             |             |           |  |
|  |             |             |   |             |             |           |  |
|  |             |             |   |             |             |           |  |
|  |             |             |   |             | 15º lugar   |           |  |
|  | 16 de junho | 16 de junho |   | 17 de junho | 17 de junho |           |  |
|  | Azerbaijão  | 8           |   | Ucrânia     | 13          |           |  |
|  | Malta       | 7           |   |             | Malta       | 8         |  |

### Play-offs
| 16 de junho de 2015 14:15 | Súmula | Rússia | 11–8 | Montenegro | Arena de Polo Aquático, Baku |

| 16 de junho de 2015 16:00 | Súmula | Grécia | 16–7 | França | Arena de Polo Aquático, Baku |

| 16 de junho de 2015 18:00 | Súmula | Alemanha | 13–7 | Eslováquia | Arena de Polo Aquático, Baku |

| 16 de junho de 2015 19:45 | Súmula | Sérvia | 8–2 | Romênia | Arena de Polo Aquático, Baku |

### Quartas de final
| 17 de junho de 2015 14:15 | Súmula | Rússia | 9–14 | Espanha | Arena de Polo Aquático, Baku |

| 17 de junho de 2015 16:00 | Súmula | Grécia | 15–13 | Hungria | Arena de Polo Aquático, Baku |

| 17 de junho de 2015 18:00 | Súmula | Alemanha | 12–18 | Croácia | Arena de Polo Aquático, Baku |

| 17 de junho de 2015 19:45 | Súmula | Sérvia | 8–7 | Itália | Arena de Polo Aquático, Baku |

### Semifinais do 13º ao 16º lugares
| 16 de junho de 2015 10:30 | Súmula | Ucrânia | 9–11 | Turquia | Arena de Polo Aquático, Baku |

| 16 de junho de 2015 12:15 | Súmula | Azerbaijão | 8–7 | Malta | Arena de Polo Aquático, Baku |

### Semifinais do 9º ao 12º lugares
| 17 de junho de 2015 18:00 | Súmula | Montenegro | 9–8 | Eslováquia | Arena de Polo Aquático, Baku |

| 17 de junho de 2015 19:45 | Súmula | França | 7–5 | Romênia | Arena de Polo Aquático, Baku |

### Semifinais do 5º ao 8º lugares
| 19 de junho de 2015 15:00 | Súmula | Rússia | 16–9 | Alemanha | Arena de Polo Aquático, Baku |

| 19 de junho de 2015 17:30 | Súmula | Hungria | 10–11 | Itália | Arena de Polo Aquático, Baku |

### Semifinais
| 19 de junho de 2015 19:00 | Súmula | Espanha | 9–8 | Croácia | Arena de Polo Aquático, Baku |

| 19 de junho de 2015 20:30 | Súmula | Grécia | 12–13 | Sérvia | Arena de Polo Aquático, Baku |

### Decisão do 15º lugar
| 17 de junho de 2015 14:15 | Súmula | Ucrânia | 13–8 | Malta | Arena de Polo Aquático, Baku |

### Decisão do 13º lugar
| 17 de junho de 2015 16:00 | Súmula | Turquia | 11–6 | Azerbaijão | Arena de Polo Aquático, Baku |

### Decisão do 11º lugar
| 19 de junho de 2015 12:00 | Súmula | Eslováquia | 7–8 | Romênia | Arena de Polo Aquático, Baku |

### Decisão do 9º lugar
| 18 de junho de 2015 13:30 | Súmula | Montenegro | 15–4 | França | Arena de Polo Aquático, Baku |

### Decisão do 7º lugar
| 21 de junho de 2015 13:00 | Súmula | Alemanha | 6–15 | Hungria | Arena de Polo Aquático, Baku |

### Decisão do 5º lugar
| 21 de junho de 2015 14:30 | Súmula | Rússia | 6–11 | Itália | Arena de Polo Aquático, Baku |

### Disputa pelo bronze
| 21 de junho de 2015 18:00 | Súmula | Croácia | 10–11 | Grécia | Arena de Polo Aquático, Baku |

### Final
| 21 de junho de 2015 19:30 | Súmula | Espanha | 7–8 | Sérvia | Arena de Polo Aquático, Baku |

## Classificação final
A classificação final foi a seguinte.
| Pos.              | Equipe         |
| ----------------- | -------------- |
| Medalha de ouro   | SRB Sérvia     |
| Medalha de prata  | ESP Espanha    |
| Medalha de bronze | GRE Grécia     |
| 4                 | CRO Croácia    |
| 5                 | ITA Itália     |
| 6                 | RUS Rússia     |
| 7                 | HUN Hungria    |
| 8                 | GER Alemanha   |
| 9                 | MNE Montenegro |
| 10                | FRA França     |
| 11                | ROU Romênia    |
| 12                | SVK Eslováquia |
| 13                | TUR Turquia    |
| 14                | AZE Azerbaijão |
| 15                | UKR Ucrânia    |
| 16                | MLT Malta      |